# 玄奘大學
玄奘大學（英語：Hsuan Chuang University，HCU）是一所位於臺灣新竹市香山區的私立教學型大學。前身為玄奘人文社會學院，成立於1997年，2004年改制大學。校名紀念法相宗創始人玄奘三藏法師，由台北善導寺住持釋了中發起創辦。

## 沿革

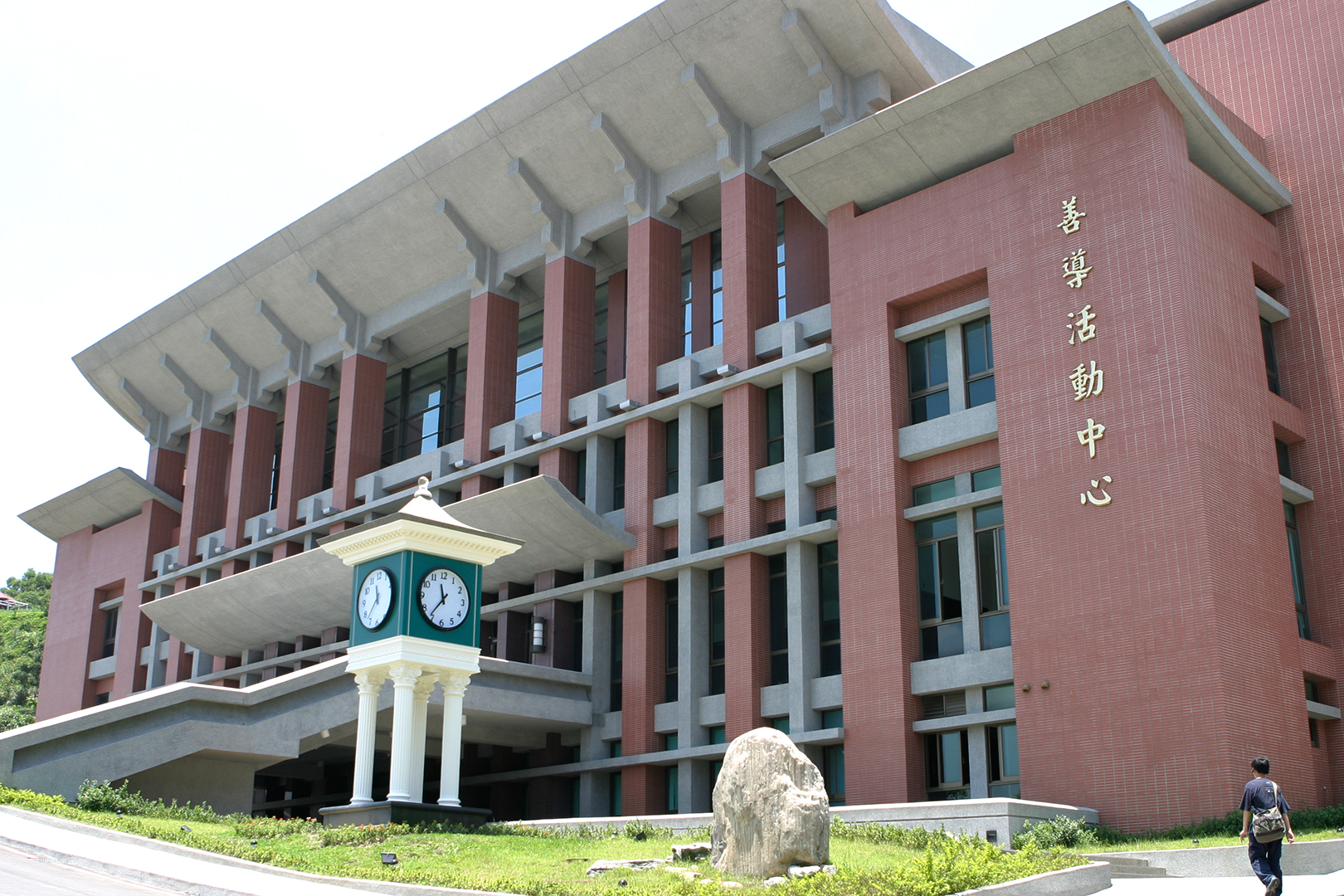
玄奘大學學生活動中心

1987年，創辦人釋了中（周志強），於「玄奘文化教育基金會」正式成立後，成立「玄奘人文社會學院籌備處」，開始進行籌備建校工作。
1997年，玄奘人文社會學院核准成立，設有宗教學研究所、外國語文學系、法律學系、社會福利學系、大眾傳播學系、資訊管理學系，並參加當年度大學聯招。
1998年，增設中國語文研究所、圖書資訊學系、財務管理學系、企業管理學系、公共事務管理學系。
1999年，增設中國語文學系。
2000年，增設應用心理學系、成人及社區教育學系、新聞學系。中國語文研究所、中國語文學系系所合一。增設中國語文學系碩士在職專班。
2001年，增設宗教學系、國際貿易學系。增設中國語文學系博士班，為該校創校以來第一也是曾經唯一一個博士班。
2004年，改名玄奘大學，設有文理、法律、管理、社會科學、傳播等五學院。增設公共事務管理學研究所、視覺傳達設計學系、行銷與流通管理學系。
2005年，成人及社區教育學系改名教育人力資源與發展學系。增設應用數學系。
2006年，企業管理學系、國際貿易學系、行銷與流通管理系合併為國際企業學系，並增設企業管理組、行銷物流組與國際貿易組之分組。增設外國語文研究所、教育人力資源與發展研究所、財務金融研究所、歷史學系、學士後法律學士班。資訊管理學系改名資訊科學學系。
2007年，教育人力資源與發展學系改名成人教育與人力發展學系。玄奘大學創校10周年。
2009年，外國語文學系改名應用外語學系。停招歷史學系、國際企業學系國際貿易組。
2010年，法律學系及研究所併入社會科學院，法學院解散。新增藝術與創意設計學系、數位媒體設計學系。
2011年，增設影視藝術學系、時尚設計學系、旅館管理學系。應用外語學系增設日語組與英語組之分組。成立設計學院。原隸傳播學院之視覺傳達設計系轉隸設計學院。停招成人教育與人力發展學系、公共事務管理學系。
2012年，停招圖書資訊學系。新聞學系增設數位內容製播組與圖書資訊管理組之分組。應用外語學系英語組改名應用外語學系英文組；應用外語學系日語組改名應用外語學系日文組。財務金融學系改名財富管理學系。國際企業學系企業管理組改名企業管理學系經營管理組；國際企業學系行銷物流組改名企業管理學系觀光行銷組。
2013年，數位媒體設計學系併入視覺傳達設計學系，改為視覺傳達設計系數位媒體組。視覺傳達設計系增設廣告設計組。旅館管理學系改名餐旅管理學系；新聞學系改名廣播與電視新聞學系；社會福利學系改名社會福利與社會工作學系。文理學院改名人文學院。中國語文學系全系所有學制停止招生。
2014年，管理學院改名國際餐旅暨管理學院，人文學院及轄下之宗教學系、生命禮儀學位學程、中國語文學系、應用數學系、歷史學系等，併入社會科學院。原應用外語學系自人文學院改隸國際餐旅暨管理學院。
2015年，餐旅管理學系增設旅館管理組、餐飲管理組之分組；宗教學系改名宗教與文化學系。
2016年，廣播與電視新聞學系、企業管理學系、餐旅管理學系等三系取消分組。社會福利與社會工作學系改名社會工作學系。停招視覺傳達設計學系碩士班、大眾傳播學系碩士班。增設設計學院碩士班、傳播學院碩士班。
2017年，玄奘大學創校20周年。同年7月5日，該校資訊管理學系教授簡紹綺兼任該校第9任校長。
2019年，設計學院改名藝術設計學院。設計學院碩士班改名藝術設計學院碩士班。停招應用外語學系、企業管理學系、資訊管理學系、廣播與電視新聞學系。應用外語學系日語組獨立為應用日語學系。停招大眾傳播學系進修學士班、法律學系進修學士班、視覺傳達設計學系進修學士班及餐旅管理學系的進修學士班，並增設藝術設計學院學士班。
2022年，玄奘大學創校25周年。停招傳播學院碩士班，復招大眾傳播學系碩士班。
2024年，宗教與文化學系增設博士班及博士在職專班。

## 歷任校長
| 任數          | 姓名   | 任期                                           | 備註     |
| ------------- | ------ | ---------------------------------------------- | -------- |
| 第一任        | 張凱元 | 1997年8月1日－1999年8月31日                    |          |
| 第二任        | 何福田 | 1999年9月1日－2001年8月31日                    |          |
| 第三任        | 鄧運林 | 2001年9月1日－2005年1月31日                    |          |
| 第四任        | 鍾瑞國 | 2005年1月－2006年8月                           |          |
| 第五任        | 夏誠華 | 2006年8月－2009年8月                           |          |
| -             | 林博文 | 2009年8月－2010年1月31日                       | 代理校長 |
| 第六任        | 王鼎銘 | 2010年2月1日－2013年1月31日                    |          |
| 第七任 第八任 | 劉得任 | 2013年2月1日－2017年1月31日                    |          |
| 代理 第九任   | 簡紹綺 | 2017年2月1日－2017年7月31日 2017年8月1日－至今 |          |

## 學術單位
| 傳播學院 | 傳播學院碩士班 | 大眾傳播學系 |
| 傳播學院 | 原住民學士專班 |              |

| 藝術設計學院 | 藝術設計學院(學、碩) | 視覺傳達設計學系 廣告設計組 數位媒體組 |
| 藝術設計學院 | 藝術與創意設計學系   |                                        |

| 社會科學院 | 社會工作學系暨碩士班（在職專班） | 應用心理學系暨碩士班（在職專班）       |
| 社會科學院 | 法律學系暨碩士班                 | 宗教與文化學系暨碩博士班（含在職專班） |

| 國際餐旅暨管理學院 | 餐旅管理學系 | 應用日語學系 |

## 校隊
- 卡巴迪隊
- 國術隊
- 跆拳隊
- 籃球隊
- 棒球隊
- 排球隊
- 桌球隊
- 羽球隊

## 大學聯盟
玄華元大學聯盟，是位於新竹市香山區的大學聯盟，由玄奘大學、中華大學、元培醫事科技大學相鄰三校合作成立。定期舉辦「玄華元校際聯誼賽」，包含一系列體育活動、歌唱活動比賽，相互切磋聯誼。聯誼賽以「旗鼓香山」為號召。

## 参閲
- 臺灣大專院校退場
- 發展典範科技大學計畫
- 獎勵大學教學卓越計畫

## 外部連結
- 玄奘大學 （页面存档备份，存于）
- 玄華元跨校資源中心[永久]
- 臺灣大專院校退場
- 大專校院校務資訊公開平台 （页面存档备份，存于）